# Вайс, Бернхард (богослов)
Бернхард Вайс (нем. Bernhard Weiß) (20 июня 1827, Кёнигсберг — 14 января 1918, Берлин) — немецкий протестантский исследователь Нового Завета.
Сын кёнигсбергского пастора. Учился в университетах Кёнигсберга, Галле и Берлина. Был профессором экзегетики Нового Завета в Кёнигсберге (с 1852), Киле (с 1863) и Берлине (1877—1903). В. пытался занять среднюю позицию между противоборствующими школами, но в большей степени примыкал к либеральной теологии. В вопросе исагогики Нового Завета он придерживался сравнительно консервативных взглядов, отдавая предпочтение Евангелию от Марка как древнейшему и достоверному свидетельству о Христе. Сам Вайс датировал его 67 годом.
В своём «Учебнике библейского богословия Нового Завета» (нем. Lehrbuch der biblischen Theologie des Neuen Testaments, B., 1868) Вайс предпринял попытку выделить обособленные темы: учение Иисуса, учение первоапостольской Церкви, учение Павла, послепавловское учение. Он подчеркивал дистанцию, к-рая отделяла учение Иисуса от веры первых христиан, для которых центром всего была крестная смерть и Воскресение Спасителя. Таким образом, для Вайса происхождение христианства подчинено эволюционному принципу (развитие в сторону усложнения).
Перу Вайса принадлежит ряд новозаветных комментариев. Кроме того, он выпустил одно из первых критич. изданий Нового Завета (т. 1—3, Лейпциг, 1894—1900). Трудом всей жизни В. была книга «Жизнь Иисуса» (нем. Das Leben Jesu, B., 1882), над которой он работал более 20 лет. В ней он признает достоверность всех основных событий евангельской истории, поскольку был убежден, что в первоапостольской Общине сохранилось устойчивое предание о Христе. Вайс верил, что явление Христа было уникальным событием спасения, и на этом основании допускает возможность чудес (хотя многие евангельские чудеса относит к легендам). Тем не менее христология Вайса далека от церковной. Для него Иисус — божественный Посланник в мир, Который лишь постепенно осознал Себя Мессией; Он стоит последним в ряду великих пророков. Несмотря на это, книга Вайса имела и положительное значение. По словам Буткевича, Вайс превосходно опровергает многие возражения новейшей отрицательной критики, особенно школы Д. Ф. Штрауса и новотюбингенцев, живо и наглядно излагает евангельские события, даже и те, которые носят на себе явно сверхъестественный характер.